# Bujinkan

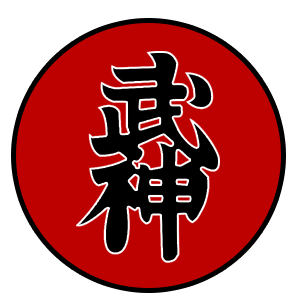

Bujinkan (武神館), "casa del guerriero divino" è un'organizzazione di arti marziali, il cui Sōke (Gran Maestro) è Masaaki Hatsumi (初見良昭 Hatsumi Masaaki).
L'Hombu Dojo della Bujinkan si trova a Noda appena fuori Tokyo.
L'Arte Marziale della Bujinkan Dōjō si chiama Budō Taijutsu (武道体術), lo studio di nove scuole di arti marziali conosciuta come ryūha. L'arte era precedentemente chiamata Bujinkan Ninpō Taijutsu e prima ancora era conosciuta con il nome generico ninjutsu.

## Addestramento
L'addestramento è comunemente denominato taijutsu e si compone di tecniche "a mani nude" o per l'uso delle armi. Gran parte del taijutsu di base insegnato ai principianti viene da sei delle nove scuole comprese nel Budō Taijutsu, vale a dire Kotō-ryū, Gyokko-ryū, Shinden Fudō-ryū, Takagi Yōshin-ryū, Kuki Shinden-ryū e Togakure-ryū.

## Armi
Tra le armi utilizzate la spada (tra le quali Ninjatō 忍者刀, Katana 刀, Wakizashi 脇差 ed il Tantō 短刀, Shinai 竹刀 di bambù, Bokken 木剣 di legno, Iaitō 居合刀 la replica della Katana senza filo per la pratica del Iaijutsu 居合術, o altro materiale morbido, di una spada), bastoni di varie lunghezze (bō 棒, jō) 杖, bastoni corti (Hanbō 半棒, Tanbō 短棒, Shihshinbō), Nawa 縄 (corda), Kusari-fundo 鎖分銅 (catena con pesi), Kusarigama 鎖鎌 (falce con catena), Yari 鑓 (Lancia), Kamayari 鎌鑓 (lancia con falce), Bisento 眉尖刀 (alabarda da battaglia), Kyoketsu shoge 距践渉毛, Jutte 十手, Tessen 鉄扇 (ventaglio in ferro), Naginata 薙刀, Kunai 苦無, Shuriken 手裏剣 di varie forme compreso Bo-shuriken 棒手裏剣 e Senban Shuriken 千万手裏剣.

### Categorie
Tutte le armi appartengono a categoria:
- bastoni;
- spade;
- flessibili;
- proiettili.

## Keikogi - Uniforme
Keikogi (稽古着 or 稽古衣), Shinobi o Gi è l'uniforme da allenamento usata nel Bujinkan. Il nome deriva da keiko, che vuol dire "pratica", e gi, che vuol dire abito o indumento. Il colore utilizzato è il nero, ma le donne possono portare anche il colore lilla.
Normalmente sotto al Keikogi si indossa una maglietta dello stesso colore, in modo da tenere il corpo più caldo e comodo durante l'allenamento.
Durante gli allenamenti al chiuso si usano delle particolari calzature giapponesi chiamate Tabi(足袋), mentre per allenamenti all'aperto si utilizzano particolari Tabi con suola, chiamati Jika Tabi. Per raccogliere i pantaloni, e come copritabi, si utilizzano i Kyahan, una sorta di ghette che si avvolgono attorno alla gamba.
Per chiudere la parte superiore della giacca, si usa l'Obi (帯 : おび, cintura), che può essere di colore rosso (per le donne) verde (per i maschi) o nero a seconda del grado del praticante.
Sulla giacca all'altezza del cuore viene posto il Patch, toppa scudo, caratteristico della Bujinkan, in cui sono ricamati i kanji di Bujin. I Patch hanno variazioni di colore dipendenti dal grado dell'apprendista.

## Gradi
Si utilizzano i gradi (Kyū e Dan) per designare il livello del praticante nel vasto programma di studi che comprende il Budo Taijutsu Bujinkan, come abitualmente si fa anche in altre arti marziali.

### Kyū
Il Bujinkan Dōjō stabilisce una serie di nove kyū sotto il grado di cintura nera. Il principiante comincia da mukyu (nessun grado/cintura bianca) e procede poi da kukyu (9º kyu) a ikkyu (1º Kyū). Solitamente gli allievi indossano una cintura verde (per gli uomini) o rossa (per le donne), che li accompagna dal 9º al 1º Kyū.
Gradi / Hoshi
Wappen rosso con scritta e contorno di colore bianco
- 10º Kyū / Nessuna (cintura bianca)
- 9º Kyū / Nessuna (cintura verde)
- 8º Kyū / 1 Stella Argento (cintura verde)
- 7º Kyū / 2 Stelle Argento (cintura verde)
- 6º Kyū / 3 Stelle Argento (cintura verde)
- 5º Kyū / 4 Stelle Argento (cintura verde)
- 4º Kyū / 1 Stella Oro (cintura verde)
- 3º Kyū / 2 Stelle Oro (cintura verde)
- 2º Kyū / 3 Stelle Oro (cintura verde)
- 1º Kyū / 4 Stelle Oro (cintura verde)

### Dan
Per indicare i gradi superiori venivano originariamente usati 10 dan, come in molte altre scuole di arti marziali. Il sistema tuttavia è stato modificato da sōke Masaaki Hatsumi a 15 dan per le cinture nere. Si dice che Hatsumi prese questa decisione in considerazione del fatto che nell'era feudale per andare in guerra bisognasse avere 15 anni.
I dan sono divisi in tre raggruppamenti:
Gradi / Hoshi
Wappen rosso con scritta e contorno di colore nero
- 1º-4º Dan - Ten, "cielo"
  - 1º Dan / Nessuna (cintura nera)
  - 2º Dan / 1 stella Argento (cintura nera)
  - 3º Dan / 2 stella Argento (cintura nera)
  - 4º Dan / 3 stella Argento (cintura nera)

Wappen rosso con scritta di colore nero bordata bianco e contorno bianco
- 5º-9º Dan - Chi, "terra"
  - 5º Dan / nessuna (cintura nera)
  - 6º Dan / 1 stella Oro (cintura nera)
  - 7º Dan / 2 stella Oro (cintura nera)
  - 8º Dan / 3 stella Oro (cintura nera)
  - 9º Dan / 4 stella Oro (cintura nera)

Wappen arancione con scritta di colore verde e contorno turchese
- 10º-15º Dan - Jin, "uomo"
  - 10º Dan / Nessuna
  - 11º Dan / 1 stella Oro (cintura nera)
  - 12º Dan / 2 stella Oro (cintura nera)
  - 13º Dan / 3 stella Oro (cintura nera)
  - 14º Dan / 4 stella Oro (cintura nera)
  - 15º Dan / 5 stella Oro (cintura nera)

Ci si riferisce agli ultimi cinque gradi anche con i nomi dei cinque elementi: Chi ("terra"), Sui ("acqua"), Ka ("fuoco"), Fū ("vento") e Kū ("vuoto").

### Wappen
Dato che si usano soltanto due colori di cintura (tralasciando la bianca), il grado è rappresentato dal colore dell'emblema del Bujinkan, denominato wappen (ワッペン, dal tedesco Wappen, "vestito delle armi"), formato dal kanji "Bu" (武) e "jin" (神). Esistono quattro tipi di wappen (9º-1º kyū, 10º-15º dan, 5º-9º dan e 1º-4º dan), riconoscibili dai colori, accompagnati da stelle d'oro o d'argento (hoshi) sopra o intorno l'emblema, che rappresentano il diverso grado.

### Sakki
Al 5º dan (Godan), gli allievi si sottopongono a una prova del Sōke per stabilire se possano effettivamente percepire la presenza di pericolo ed eluderlo, un'abilità considerata come fondamentale per la sopravvivenza. Questa prova è chiamata Sakki.

### Shidōshi e Shihan
Un allievo Godan, o superiore, ha la possibilità di diventare un insegnante autorizzato (Shidōshi). Uno Shidōshi è autorizzato ad aprire il suo proprio dōjō e distribuire ranghi fino a 4º dan. Un allievo 1º-4º dan può diventare “un insegnante di aiuto" autorizzato (shidōshi-ho), sempre sotto la vigilanza e supervisione di un Godan o superiore.
Un 10º-15º dan viene chiamato Shihan.

## Regole per far parte della Bujinkan
- 1)	Il nostro proposito è vivere una vita sana senza far danno alla società, mediante il culto della mutua relazione fra la naturalezza e l'umanità attraverso il cammino marziale.
- 2)	Tutti i membri devono possedere la tessera internazionale della federazione vigente per ogni anno, che viene rilasciata solo dall'Honbu Dojo in Giappone. Ci sono due tipi di tessera di socio:
  - a)	Tessera di socio: per tutti i membri della Bujinkan Dojo
  - b)	Tessera dello Shidoshikai, che viene utilizzata da:
    - Quelli che possiedono il grado dal 1º al 4º Dan, che possiedono l'autorizzazione diretta dal Giappone per impartire gli insegnamenti e si denomina Shidoshi-Ho.
    - Quelli che possiedono dal 5° Dan in poi si denominano Shidoshi .
- 3)	Diplomi per grado: i diplomi vengono spediti dal Soke Masaaki Hatsumi. Si spediscono diplomi da Kyu fino al 10º Dan.
- 4)	Autorizzazione di insegnante: gli istruttori che insegnano devono possedere un'autorizzazione per iscritto dal Soke Masaaki Hatsumi per poter insegnare. Esistono due tipi di autorizzazione di insegnante:
  - a)	Autorizzazione di Shidoshi-Ho, da 1° Dan fino a 4º Dan.
  - b)	Autorizzazione di Shidoshi, da 5° Dan in poi.
- 5)	La validità dei documenti e diplomi: saranno riconosciuti come validi solo le tessere di socio e i diplomi spediti dal Bujinkan Honbu Dojo (Soke Masaaki Hatsumi). Le persone che violano questo principio saranno espulse dalla Bujinkan Dojo. In più, le persone che violano la legge e le persone con problemi mentali non possono essere membri.
- 6)	Il simbolo Bujin è protetto da Copyright e sono riservati tutti i diritti di riproduzione e uso in tutto il mondo. Se si intende utilizzare questo simbolo, si deve richiedere autorizzazione al Honbu Dojo in Giappone.
- 7)	Bufu Ikkan: i membri devono seguire il Bufu Ikkan (il cammino marziale come un principio di vita) per proteggere la giustizia e la felicità attraverso il cammino marziale senza orientarsi verso il profitto o i desideri personali.

## Guida di partecipazione della Bujinkan
La Bujinkan deve essere aperta solo a coloro che concordano e si attengono alle linee di condotta del Dojo Bujinkan. Coloro che non lo fanno, non hanno il permesso di unirvisi. In modo specifico:
- 1) Solo coloro che hanno letto e approvato queste linee di condotta saranno ammessi a partecipare.
- 2) Solo coloro in grado di esercitare la vera pazienza, autocontrollo e dedizione saranno ammessi a partecipare.
- 3) È richiesto un certificato medico di buona salute. In particolare, a individui con malattie mentali, assunzione di droga o instabilità mentale sarà proibito iscriversi. La necessità di tale certificato riguarda individui che possono rappresentare un pericolo per gli altri, ad esempio, coloro con malattie infettive, individui con personalità clinicamente anormali o fisiologie ed individui che mancano di autocontrollo.
- 4) Gli individui con precedenti penali verranno allontanati. I rissosi, quelli che commettono crimini o quelli che, vivendo in Giappone, vanno contro le leggi locali, verranno mandati via.
- 5) Quelli che non si atterranno alle linee di condotta della Bujinkan, sia come praticanti o come membri della società, commettendo atti disonorevoli o riprovevoli saranno espulsi. Finora la Bujinkan era aperta ad un grande numero di persone che vengono in Giappone. Molti di loro, sfortunatamente, commisero degli atti di violenza sotto l'influenza dell'alcol, malattie mentali, e provocatori che pensavano solo a loro stessi e fallirono nel vedere come le loro azioni potevano influenzare negativamente sugli altri. Per mezzo delle loro azioni, tali persone scordarono il tradizionale cuore giusto della Bujinkan. Da questo giorno in poi, tali persone saranno espulse.
- 6) In relazione ad incidenti che capitano durante l'allenamento (sia all'interno che all'esterno del Dojo) non si dovrebbe causare problemi alla Bujinkan. Questo è un punto estremamente importante. Coloro che non vogliono prendersi la responsabilità personale per gli incidenti che possono succedere durante l'allenamento Bujinkan, non saranno ammessi. Ripetiamo, per chiarezza, la Bujinkan non si prenderà responsabilità per alcun tipo di incidente successo nel corso dell'allenamento, indipendentemente dal luogo.
- 7) Tutti coloro che si uniscono alla Bujinkan devono avere una tessera annuale di membro. Questa tessera non preserva solo l'onore dei membri Bujinkan, indica che fate parte di un insieme più grande, nel quale i membri si riuniscono con cuore guerriero per migliorarsi attraverso l'allenamento e l'amicizia. Manifesta la gloria della virtù del guerriero e impersonifica la lealtà e l'amore fraterno.
- 8) La tradizione della Bujinkan riconosce la natura e l'universalità di tutta la vita umana ed è cosciente di ciò che fluisce naturalmente tra le due parti.

"Il principio segreto del Taijutsu è conoscere il fondamento della pace.
Lo studio è il cammino per il cuore irremovibile." (Fudoshin)
- - Il codice del Dojo:
    -       1. Sapere che la pazienza viene per prima.
      2. Sapere che il cammino dell'Uomo viene dalla giustizia.
      3. Rinunciare all'avarizia, indolenza e ostinazione.
      4. Riconoscere la tristezza e le preoccupazioni come naturali, e cercare il cuore irremovibile.
      5. Non allontanarsi dal cammino di lealtà e amore fraterno e scavare sempre più profondamente nel cuore del Budo.

  - Il seguente codice è parte delle regole del Dojo.
    - Meiji 23 (1890) primavera, Toda Shinryuken Masamitsu
    - Showa 33 (1958) marzo, Takamatsu Toshitsugu Uou - Hatsumi Masaaki Byakuryu
- 9) L'allenamento iniziale comincia con il Taijutsu:
  - Livello Kyu: principianti
  - Dal primo al quinto Dan: Ten (cielo)
  - Dal quinto al decimo Dan: Chi (terra)
  - Dal decimo al quindicesimo Dan: Jin (uomo).

Dall'undicesimo al quindicesimo sono suddivisi in Chi (terra), Sui (acqua), Ka (fuoco), Fu (vento), Ku (il vuoto); Happo Hiken verrà insegnato a questi livelli. L'esame di quinto Dan (Sakki test) verrà amministrato esclusivamente dal Soke. Solo ai veri Shihan può essere dato il quindicesimo Dan.
(Leggete queste regole molte volte, e fate in modo che lo spirito di un principiante cresca sempre dentro voi stessi.)
Recentemente la Bujinkan è diventata veramente internazionale. Così come esistono diversi fusi orari, così esistono diversi tabù tra le nazioni e le persone del mondo. Noi dobbiamo rispettarci l'un l'altro, sforzandoci di evitare questi tabù. Noi dobbiamo mettere, al primo posto, il cuore del guerriero, lavorando insieme per migliorare noi stessi e per il miglioramento della Bujinkan.
Coloro che non approvano le linee di condotta sopraelencate saranno espulsi dalla Bujinkan.
Dr. Masaaki Hatsumi
636 Noda – Nodashi – 278 Chiba Ken - Japan.

## Competizioni
I praticanti di Bujinkan Budō Taijutsu non partecipano a concorsi o competizioni.

## Le nove scuole
- Togakure-ryū Ninpō Taijutsu (戸隠流忍法体術)

"La scuola della porta nascosta" - I tre segreti di questa scuola erano Seban Shuriken (stelle a 4 punte esclusive di questo ryu), Shuko (artigli in ferro collocati in mani e piedi per scalare ed a volte per contrastare attacchi di spada) e Shindake (tubo in bambù utilizzato per respirare sotto l'acqua e come cerbottana). Anticamente i ninja venivano addestrati nei seguenti 18 metodi:
1.Taijutsu (combattimento a mani nude)
2.Kenjutsu (arte della spada)
3.Bojutsu (tecniche con il bastone)
4.Shurikenjutsu (lancio di lame)
5.Kusarigama (falce con catena)
6.Yari (lancia)
7.Naginata (alabarda giapponese)
8.Bajutsu (equitazione)
9.Suirenjutsu (tecniche acquatiche)
10.Kayakujutsu (tecniche con il fuoco)
11.Boryaku (strategia)
12.Choho Jutsu (tecniche psichiche)
13.Shinobi Iri Jutsu (strategie di spionaggio)
14.Intonjutsu (recitazione)
15.Hensojutsu (arte del travestimento)
16.Tenmon Jutsu (meteorologia)
17.Chimon Jutsu (studio dell'ambiente)
18.Seshin Teki Kyoyo (raffinamento spirituale).
- Gyokko-ryū Kosshijutsu (玉虎流骨指術)

"La scuola della tigre diamantata" - La specialità di questa scuola è il Kosshijutsu: i colpi sono diretti nei punti deboli del corpo (Kyusho): plessi nervosi, organi interni, muscoli, tendini. Si utilizza la torsione della colonna vertebrale per dare potenza al colpo che viene sovente portato con il pollice (Shitoken). Inoltre poderose parate, lunghe distanze in combattimento, tecniche con molto movimento ed uso di proiezioni e lussazioni combinavano un micidiale metodo di combattimento. A questa scuola appartengono il Sanshin no Kata (forma dei 3 cuori o dei 5 elementi) ed il Kihon Happo (8 metodi di base) che costituiscono i fondamenti del Ninjutsu.
- Kuki Shinden Happō Hikenjutsu (九鬼神伝流八法秘剣術)

"La scuola delle tradizioni dei nove demoni" - Il Kukishinden Ryu fornisce le basi di molte delle armi studiate nella Bujinkan. Il Bikenjutsu è formato da Kenjutsu, Kodachi e Jutte. Il Juttejutsu è una delle parti più importanti, comprende anche lo studio del Tessen (ventaglio da guerra) e richiede un buon Taijutsu per poter essere padroneggiato. Il Kukishinden Ryu eccelle inoltre nell'uso della spada. Nella scuola si studia anche il Yoroi Kumi Uchi, il combattimento con l'armatura giapponese.
- Kotō-ryū Koppōjutsu (虎倒流骨法術)

"La scuola della tigre caduta" - Le distanze corte, la rapidità negli attacchi e lo sguardo all'avversario lasciando il bianco degli occhi per non far percepire le intenzioni erano i punti salienti di questo Ryu. Gli spostamenti incrociando le gambe ed i colpi con le dita in forma energetica erano le referenze principali.
- Shinden Fudō-ryū Dakentaijutsu (神伝不動流打拳体術)

"La scuola del cuore invariabile" - È uno stile estremamente naturale. Gli elementi della natura (come alberi, canne di bambù, etc.) vengono utilizzati nell'allenamento delle tecniche. Inoltre l'unica posizione difensiva è la posizione naturale (Shizen no Kamae). La scuola è specializzata nel Dakentaijutsu (abilità nel colpire con le armi del corpo), nel Jujutsu e nello Iai (estrazione della spada). Tra le armi studiate abbiamo: il Daisho (coppia di spade), la Daikatana (spada di dimensioni più grandi), le Ono (asce da guerra), l'O-Tsuchi (grande martello da guerra), la Naginata (alalbarda), lo Yari (lancia). Un'altra specialità è l'Hojojutsu, l'uso della corda per legare l'avversario.
- Takagi Yōshin-ryū Jūtaijutsu (高木揚心流柔体術)

"La scuola dell'alto albero con profonde radici nel cuore" - Le tecniche della scuola venivano utilizzate in ambienti interni e sono quindi a corta distanza. La scuola si è sviluppata infatti nell'ambito delle guardie del corpo: non potendo utilizzare armi all'interno dei palazzi, queste dovevano avere una grande abilità nel Jutaijutsu. Si eseguono proiezioni, lussazioni e strangolamenti in corta distanza di combattimento evitando che l'avversario possa ruotare e scappare. Fondamentali sono le immobilizzazioni che vengono effettuate controllando simultaneamente tre o quattro punti diversi.
- Gikan-ryū Koppōjutsu (義鑑流骨法術)

"La scuola di verità, lealtà e giustizia" - Possiede calci speciali, attacchi di pugno e proiezioni. Si caratterizza per il movimento dei piedi dinamico.
- Gyokushin-ryū Ninpō (玉心流忍法)

"La scuola del cuore immutabile" - Le proiezioni erano le predilette anche se l'aspetto fondamentale erano gli aspetti strategici e tattici del Ninpo.
- Kumogakure-ryū Ninpō (雲隠流忍法)

"La scuola nascosta nelle nuvole" - Il Taijutsu è molto simile a quello praticato dai guerrieri della Togakure Ryu. Le armi caratteristiche di questo Ryu sono il Ippon sugi noburi (una corda usata per legare l'avversario o immobilizzarlo) e il Kamayari (picca con arpione). I loro guerrieri utilizzavano una maschera di demonio ed in combattimento saltavano spesso e portavano sia attacchi che parate doppie. Usavano delle protezioni nelle braccia per questo colpivano e si proteggevano spesso con gli avambracci.

## Tema dell'anno
Dal 1988 l'insegnamento del Soke Masaaki Hatsumi si è focalizzato su un particolare tema dell'anno. Questo può significare in genere che si studi un ryu specifico, arma o concetto specifico. Hatsumi annuncia il tema dell'anno ogni anno durante il Daikomyosai:
- Tema dal 2016 al 2019 - Muto Dori (無刀捕)
- Tema del 2015 - Goko Goshin (悟光護心)
- Tema del 2014 - Shin Gin Bu Dō (神韻武導)
- Tema del 2013 - Naginata jutsu
- Tema del 2012 - kenjutsu
- Tema del 2011 - Kihon Happou
- Tema del 2010 - Rokkon Shoujou
- Tema del 2009 - Sainou-Tamashii-Utsuwa
- Tema del 2008 - Togakure-ryū Ninpō Taijutsu
- Tema del 2007 - Kukishin Ryu
- Tema del 2006 - Shinden Fudo Ryu
- Tema del 2005 - Gyokko-ryū Kosshijutsu (Bo e Tachi)
- Tema del 2004 - Daishou Juutaijutsu (Roppo-Kuji-no Biken)
- Tema del 2003 - Juppo Sessho
- Tema del 2002 - Jutaijutsu (Takagi Yoshin Ryu)
- Tema del 2001 - Kosshijutsu (Gyokko Ryu)
- Tema del 2000 - Koppojutsu (Koto Ryu)
- Tema del 1999 - Kukishinden Ryu
- Tema del 1998 - Shinden Fudo Ryu
- Tema del 1997 - Jojutsu
- Tema del 1996 - Bokken
- Tema del 1995 - Naginata
- Tema del 1994 - Yari
- Tema del 1993 - Rokushakubojutsu
- Tema del 1992 - Taijutsu
- Tema del 1991 - Katana e Jutte
- Tema del 1990 - Hanbo
- Tema del 1989 - Taijutsu e Armi
- Tema del 1988 - Taijutsu